# Anakwaboe
Anakwaboe is het 40ste stripverhaal van Jommeke en verscheen in 1969. De reeks wordt getekend door striptekenaar Jef Nys.

## Personages
- Jommeke
- Flip
- Filiberke
- Pekkie
- Annemieke
- Rozemieke
- Choco
- de koningin van Onderland
- Anatool
- Kwak
- Boemel

## Verhaal
De koningin van Onderland  is ontslagen uit de psychiatrische instelling en zij neemt opnieuw haar intrek in het kasteel van Achterberg. Wanneer Anatool zich als knecht aandient, merken ze dat hun haat tegen Jommeke hun bindt. Ze roepen de hulp in van Kwak en Boemel en samen besluiten ze Jommeke uit te schakelen. Als strijdkreet gebruiken ze 'Anakwaboe', een samentrekking van de eerste drie letters van de namen van Anatool, Kwak en Boemel.
De drie boeven willen Jommeke met een kanon uit het kasteel uitschakelen, maar dit mislukt doordat het kanon ontploft. Door de knal en een briefje met de strijdkreet Anakwaboe komen Jommeke en Filiberke op het spoor van de plannen van Anatool, Kwak en Boemel. Een volgende aanslag met een zelfgemaakte bom mislukt opnieuw door de hulp van Choco. Daarna ontdekt Flip dat ook de koningin van Onderland betrokken is en de plannen leidt. Hij luistert daarna de nieuwe plannen van de boeven in het kasteel af. Zo ontsnapt Jommeke aan een aanslag met chloroform en wolfijzers. De boeven merken dat hun plannen afgeluisterd worden en slagen erin Flip gevangen te nemen. Jommeke geeft zich daarop over en wordt in het kasteel gevangengenomen. Filiberke, de Miekes, Choco en Pekkie slagen er echter in Jommeke en Flip te bevrijden en samen nemen ze alle boeven gevangen. De groep keert zich nu tegen de koningin.

## Achtergronden bij het verhaal
- Dit is het tweede album waarin de koningin van Onderland meespeelt. Ze verdwijnt daarna weer een heel eind uit de reeks tot in het album Het jubilee.
- In dit album verenigen Anatool, Kwak en Boemel voor de tweede keer hun krachten na het album Jommeke in de knel. Door ze samen te laten werken met de koningin van Onderland werd zo een monsterverbond van de klassieke boeven in de reeks tegen Jommeke opgevoerd.
- De strijdkreet 'Anakwaboe' wordt later nog eens gebruikt in het album De geest van Anakwaboe en wordt vermeld in het album Het Pompoenenkasteel.